# 好想談戀愛
《好想談戀愛》（英語：Be with you），2015年三立華人電視劇八點檔系列第12部作品，由協利影像製作公司製作。由竇智孔、黃姵嘉、陳乃榮、李維維、陳凱旋、王家梁、房思瑜領銜主演。此劇於2015年3月18日開拍，三立都會台於4月14日晚上8點首播，東森綜合台於當天晚上9點播出，7月19日殺青，並於7月22日播出最終回，全劇共72集。接檔《我的寶貝四千金》。幕後花絮《好想看花絮》則在粉絲團或三立官方Youtube頻道播出。

## 播出時間

### 首播
| 頻道                  | 所在地   | 播映日期        | 首播                              | 备注           |
| --------------------- | -------- | --------------- | --------------------------------- | -------------- |
| 三立都會台            | 臺灣     | 2015年4月14日   | 每週一至週五 20:00-21:00          |                |
| 東森綜合台            | 臺灣     | 2015年4月14日   | 每週一至週五 21:00-22:00          |                |
| Astro双星 Astro双星HD | 马来西亚 | 2015年4月28日   | 每週日至週四 18:00-19:00          | 第1集至第53集  |
| Astro双星 Astro双星HD | 马来西亚 | 2015年7月12日起 | 週日至週三 18:00-19:30 連播兩集   | 第54集至第61集 |
| Astro双星 Astro双星HD | 马来西亚 | 2015年7月16日起 | 週四至週三 17:00 - 19:00 連播兩集 | 第62集至第71集 |
| Astro双星 Astro双星HD | 马来西亚 | 2015年7月23日   | 週四 18:00 - 19:00                | 第72集最終回   |
| 星和娛家戲劇台        | 新加坡   | 2015年5月15日   | 每週一至週五 19:00-20:00          |                |
| 阿瑪林電視            | 泰國     | 2016年2月9日    | 週一-週五14.00                    |                |

### 重播
| 頻道                  | 所在地   | 播映日期                    | 播出時間                                              |
| --------------------- | -------- | --------------------------- | ----------------------------------------------------- |
| 三立都會台            | 臺灣     | 2015年4月15日               | 每週二至週六 00:00-01:00                              |
| 三立都會台            | 臺灣     | 2015年4月15日               | 每週一至週五 13:00-14:00                              |
| 三立都會台            | 臺灣     | 2015年4月18日               | 每週六 17:30-20:00 （重播週一至週三Part3或4部分內容） |
| 三立都會台            | 臺灣     | 2015年4月19日               | 每週日 10:30-13:00 （重播週一至週三Part3或4部分內容） |
| 三立都會台            | 臺灣     | 2015年4月19日               | 每週日 18:00-20:00 （重播週三Part3或4至週五部分內容） |
| 三立都會台            | 臺灣     | 2015年4月25日               | 每週六 11:00-13:00 （重播週三Part3或4至週五部分內容） |
| 三立戲劇台            | 臺灣     | 2015年7月19日               | 每週六至週日 20:00-22:00                              |
| 三立綜合台            | 臺灣     | 2016年3月28日               | 每週一至週五 20:00-21:00                              |
| 東森綜合台            | 臺灣     | 2015年4月15日               | 每週二至週六 01:00-02:00                              |
| 東森綜合台            | 臺灣     | 2015年4月15日 （至6月17日） | 每週一至週五 07:00-08:00                              |
| 東森綜合台            | 臺灣     | 2015年4月15日               | 每週一至週五 12:00-13:00                              |
| 東森綜合台            | 臺灣     | 2015年4月15日 （至7月10日） | 每週一至週五 18:00-19:00                              |
| 東森綜合台            | 臺灣     | 2015年7月6日                | 每週二至週五 01:00-02:00 每週六 01:30-02:30           |
| 東森綜合台            | 臺灣     | 2015年7月13日               | 每週二至週六 04:00-05:00                              |
| 東森綜合台            | 臺灣     | 2015年7月13日               | 每週一至週五 08:00-09:00                              |
| 東森綜合台            | 臺灣     | 2015年7月13日               | 每週一至週五 16:00-17:00                              |
| 東森戲劇台            | 臺灣     | 2015年12月17日              | 每週一至週五 05:00-05:58                              |
| 東森戲劇台            | 臺灣     | 2015年12月18日              | 每週二至週六 02:58-03:58                              |
| Astro双星 Astro双星HD | 马来西亚 | 2014年4月29日               | 每週一至週五 01:00-02:00                              |
| Astro双星 Astro双星HD | 马来西亚 | 2014年4月29日               | 每週日至週四 06:00-07:00                              |
| Astro双星 Astro双星HD | 马来西亚 | 2014年4月29日               | 每週日至週四 14:00-15:00                              |
| Astro双星 Astro双星HD | 马来西亚 | 2014年4月29日               | 每週日至週四 22:00-23:00                              |
| Astro双星 Astro双星HD | 马来西亚 | 2015年5月1日                | 每週五 06:00-10:00 （一個星期完整重播）               |
| Astro双星 Astro双星HD | 马来西亚 | 2015年5月2日                | 每週六 11:30-15:30 （一個星期完整重播）               |
| 星和娛家戲劇台        | 新加坡   | 2015年5月16日               | 每週二至週六 01:30-02:30                              |
| 星和娛家戲劇台        | 新加坡   | 2015年5月18日               | 每週一至週五 08:30-09:30                              |

## 大綱
故事描述一個坐2奔3的專情輕熟女，一個渴婚大齡女，20幾歲的愛情和30幾歲的愛情，要的本來就不一樣，今年夏天她們「好想談戀愛」！

## 演員列表

### 主要演員
| 演員   | 角色         | 介紹 | 登場集數                                                      |
| 竇智孔 | 鄭英杰 Oren    | 造船公司總經理 32歲，富有責任感，在工作上是個有野心的男人，所以將全副心力用在事業上，聰明，腦筋動得快，因此把父親的事業打理得蒸蒸日上。與夏曼安是青梅竹馬，雖然在家人安排下有一位未婚妻白萱萱，但對於愛情和婚姻不排斥也不特別在乎。平時待人處事嚴謹、不苟言笑，可聊起寵物鷹時，總會流露出閃閃發亮的神情。表面上將曼安當作妹妹看待，其實深愛著對方，卻強迫自己長年壓抑著這份情感。因對於萱萱積極的付出無法給予回應，而向她提出退婚的決定。並由於埋藏多年的心意被曼安無意間發現，而索性向她告白。因幼時曾看到的出生證明，而發現自己實為鄭家的養子，並為此感到不安與害怕。但經過母親的鼓勵後，便決定與曼安一起私奔。面對母親及英謙的勸說，堅定的在鄭家與曼安之間做出了選擇。殊不知這樣的決定，卻傷害了關心自己的家人。與父親把話說開後，才明白父母對自己的重視，並展露出開心滿足的笑容。事後以一紙愛情合約，向曼安許下了一輩子的誓言。後因一場驚心動魄的烏龍意外，於是在母親期待下向曼安求婚。雖遭對方婉拒，仍強忍著擔心互相妥協，並在雙方家長同意下準備先行訂婚。沒想到出差回來後所面臨的，竟是曼安發生意外的噩耗。但他堅強面對曼安的變化，更堅信兩人間的深厚情感不會消失。經對方同意後，決定與曼安從零開始，重新建立兩人的愛情。為了幫剛上任祕書的曼安抒解壓力，而以出差為由帶她出遊，並藉機向她再次求婚。儘管順利解決了繁雜的公事，仍對曼安的行為感到不悅。經曼安主動道歉後雖不再生氣，卻對她積極的投入工作感到心疼。在親朋好友的祝福下與曼安完婚後，因偶然遇見與生母同名的婦人，而激起心中的感觸。對於曼安替自己籌備的禮物，雖在父親鼓勵下勇敢面對而發現生母早已過世，卻因得以抒發思緒，終真正了卻心中多年來的恐懼。 | 全劇                                                          |
| 黃姵嘉 | 夏曼安 Eva   | 造船公司業務部職員→船廠設計部助理→總經理祕書 27歲，認真踏實，努力向上，因父母工作的關係，從小與鄭家兄弟一起長大，並自小暗戀著鄭英杰，甚至為了追隨他而出國念書。回國後在姊姊的勉勵下，鼓起勇氣向英杰告白。雖發現他已有未婚妻而非常難過，仍重整心情替受傷的父親代班。代班結束後，在父親期盼下獲得了造船公司的職位，卻因對英杰的感情而婉拒了對方的安排。經董事長夫婦勸說接受工作後，也對英杰的內心裡似乎埋藏著什麼感到好奇。明白英杰的心意後，為了逼出他心中的祕密，在萱萱鼓勵下向家人坦白。兩人的感情雖遭到雙方父親反對，在得知英杰的身世後，為了幫他證實家人的愛，而主動邀他一起私奔。看到鄭家人因為英杰的選擇而傷心，雖對自己的行為過意不去，仍努力安慰、陪伴著英杰。但見他也因此解開多年的心結，而替對方感到欣慰。為了向董事長證明自己對英杰的助益，在辭去業務部的工作後決定從基層做起，重新徵得了船廠的職務。面對英杰的求婚雖又驚又喜，仍為了按部就班獲得鄭家完全的認同而回絕。但在琴甄的提議下，靦腆的答應了訂婚事宜。後為了消除英杰的擔心而上山尋找四葉幸運草，卻在回程時失足摔傷而昏迷。並因此造成記憶喪失，對於家人的關心只感到不知所措與壓力。但隨著時間的適應，為了回應家人而在醫生建議下，開始試著重新認識自己，也努力尋找過去的回憶。從舊手機看到失憶前遺留的訊息後，主動為自己的失言向英杰道歉，並逐漸接受親友的愛與關懷。幾經相處後發現自己仍然喜歡英杰，並在英謙的計畫下表明了心意。對於英杰假公濟私的求婚行程，相較於過去的審慎，這回竟毫不考慮的一口答應。自責於工作上的疏失而自告奮勇幫忙，卻因處理不當而遭到董事長的訓誡及英杰的冷落。雖記取教訓並堅持著公私分明，卻忽略了英杰的感受。向對方道歉後，在眾人祝福下與英杰完婚。見英杰仍十分在意生母一事，而在其養母的鼓勵下幫他尋找生母的下落。雖然最後只找到一座墓碑，但自己卻也奇蹟般的恢復了記憶。 | 全劇                                                          |
| 李維維 | 夏曼儷 Coco  | 傢俱公司職員 32歲，夏曼安、夏曼武的姊姊。求真務實的個性，內心裡對婚姻有著渴望，卻總是沒遇到好對象及對的人，心灰意冷加上個性使然，所以總給人一副不在乎愛情的形象。平時與妹妹曼安非常親密，總會互相安慰及支持對方。在一次同學會上遇到高中時期曾有好感的趙立奇，雖然十分尷尬，但在好友樂兒的湊合下卻愈靠愈近。偶然發現立奇竟成為自己的上司而驚訝，並在曼安鼓勵下試著接受了對方的告白。立奇出差期間，姐妹們為了幫她解悶而辦派對，卻因喝醉疑似與何尚德發生一夜情。由於認為自己傷害了立奇，而非常難過與自責。經曼安勸慰後，遂鼓起勇氣向立奇坦白並道歉。對於公司裡針對立奇的流言蜚語，採取了相信對方的態度。因尚德屢次幫助了父親，而對他盡釋前嫌不再排斥。但與立奇之間的感情，卻因副總李湘凝的出現而開始產生磨擦。甚至因此造成分手的局面，雖難過卻仍坦然面對。聽到尚德突如其來的告白而感到錯愕，並加以拒絕對方的示意。但看到尚德為了比賽的事而苦惱，卻忍不住出手安慰及鼓勵他。雖在好姐妹的捉弄下慢慢對尚德改觀，但因立奇突然的表示復合意願，而對兩人的積極追求感到不奈。經曼安提示後，由於在意立奇的不坦白，而決定給尚德追求的機會。透過湘凝明白立奇的真心後，因對尚德已有好感且內心仍放不下立奇，而決定將三人之間的關係暫時歸零。但面對兩個男人的默默付出及耐心守候，而對自己混亂的思緒感到苦惱。聽了萱萱的一番話後，為了不讓尚德因自己而放棄夢想，便忍痛拒絕了他的心意。因意識到立奇總在緊要關頭出現，替自己及好姐妹解圍而十分感謝對方。最終在立奇大方的鼓勵下，對尚德說出了自己真實的心意。 | 全劇                                                          |
| 陳乃榮 | 趙立奇 Allen | 傢俱公司新任店經理 32歲，夏曼儷的高中同學。聰明幹練、交際手腕高，是個溫柔體貼紳士。個性看似穩重，有時卻容易衝動，只要是為了重視且在乎的人，都會義不容辭的去做。自高中時起就喜歡著曼儷，畢業後雖未曾聯絡，卻除了在同學會上相遇，還在同個職場巧遇，於是藉此向曼儷告白並進而交往。音樂方面也很有才華，在一次自彈自唱的浪漫氛圍下，和曼儷有了情侶間的進一步接觸。出差回國後，對於曼儷突然的逃避與失常，雖疑惑不解仍耐心以對。面對曼儷的坦誠與歉意，儘管受到不小的打擊，依然因為珍惜這段感情而選擇原諒。然而誤會澄清後，對曼儷與何尚德之間的過節卻依舊非常介意。與上司李湘凝為忘形之交，因曾受其提拔而對她十分信任。面對湘凝的介入，雖三番兩次向她說明自己的心意，仍因過於心軟而被對方說服。對於因行車糾紛導致湘凝遭強暴一事相當自責，而狠下心向曼儷提出分手。以堅定的態度與湘凝拉開距離後，心裡雖仍愛著曼儷，卻只是遠遠看著她並默默地給予幫助。透過尚德無意間發現意外的真相後，深覺友情遭到背叛而斷然與湘凝絕交，並打算重新追求曼儷。儘管向曼儷道歉關於分手一事，卻因不願說明原因而屢次遭曼儷回絕。面對曼儷暫時清空感情的決定，而深深懊悔之前對她的傷害，並與尚德握手言和、公平競爭。對曼儷的情感即使從一而終，但見她口是心非的推開尚德，仍鼓勵他們別讓彼此後悔。後為了替曼儷等人擋下不實指控的客訴，而遭到公司開除。不但甘之如飴的為曼儷付出，甚至甘願退出，大方成全了曼儷與尚德。 | 1-12,15-20,23-25,32-48, 51-53,55-58,60,62-65,68-72            |
| 王家梁 | 夏曼武 Bob   | 竹科新貴→麵店店員 30歲，夏曼安的哥哥、夏曼儷的弟弟。生性樂觀，行事豪爽，想做什麼就會去做，不會想太多，秉持著船到橋頭自然直的理念，率性而為。目前與楊心如以結婚為前提穩定交往，算是個認真負責的男孩子。因看到妹妹的情路坎坷，而不加思索的開始計畫向心如求婚。豈料精心安排了求婚驚喜，卻被心如以只想談戀愛為由拒絕。為了兌現承諾心如的安全感，而辭去了高薪的工作，準備自行創業。但因其粗心大意，在尋找店面的過程中被騙去了大筆租金。原想向心如借錢並瞞著她及父母重新開店，事跡敗露後因頓時和她失去聯繫，而感到心慌無助與後悔。遭到阿嬤的一頓責罵後，決定有所作為以換取心如的原諒。並為此到麵店打工，從基礎學起以累積實力。看著曼安與英杰攜手度過難關、邁向幸福，便在母親鼓勵下謹慎的準備向心如二度求婚。卻因差點弄丟婚戒，而在有驚無險中順利抱得美人歸。得知自己將為人父後，便將麵店的工作轉為正職，並兼差另一份工作，一方面為了養家，也同時繼續為創業做準備。 | 6,11-12,16,20-27,35-40, 43-50,52-55,59-61,64-69,71            |
| 房思瑜 | 楊心如 Nana  | 服飾店店長 29歲，夏曼武的女朋友。個性比較務實、謹慎，做事喜歡按部就班，沒有把握的事情，就絕對不會衝動去嘗試。每回見面時，總喜歡要求曼武以不同的形式出現，並以拍照紀錄下兩人的每個第一次。面對曼武突如其來的求婚，因對於婚姻的不安全感而予以拒絕。對於曼武決定創業一事雖不放心，仍樂觀的給與支持。但在得知曼武受騙後，因其對自己的隱瞞與執意創業，而和他出現了意見分歧的情形。為了給曼武一個教訓，而賭氣要他穿女裝上街，經曼儷勸慰並看到曼武認真踏實的模樣後，才予以原諒。因一次失敗的約會，意外得知曼武失約的原因後，半開玩笑的主動答應了對方的求婚，並以簡約的方式完成兩人的終身大事。發現自己意外懷孕後，因尚未做足心理準備而感到不安。但見曼武用心的承擔一切重任及夏家的呵護，雖仍緊張卻也期待著孩子的到來。 | 6,9,11-13,16,25-27,36,39-40,43, 48-49,52,54-55,61,65-68,70-72 |

### 其他演員
| 演員   | 角色         | 介紹 | 登場集數                                                                      |
| 楊 晴  | 白萱萱       | 造船公司總經理祕書 28歲，並在長輩們的安排下作為鄭英杰的未婚妻。工作上十分優秀，個性溫柔婉約、進退有度，舉止合宜、重視形象。雖然在長年相處過程中逐漸喜歡上英杰，卻因仍不了解對方而煩惱。幾次向夏曼安傾吐心中的不安後，對於英杰的回絕雖難過，仍一本初衷的向他展現自己的心意。但努力換來的，竟是對方希望退婚的要求。發現英杰對曼安的感情後，才選擇退出並與曼安成為朋友。沒想到為了幫英杰突破心牆所做的決定，卻引發了軒然大波。得知英杰與曼安的婚事後，雖難掩失落的神情，仍大方真心的祝福兩人。面對曼安失憶後的大方與鼓勵，雖重新燃起追求英杰的希望，卻因明白他對曼安的死心塌地而決定成全。並在協助英謙完成推波助瀾的計畫後，將祕書一職交棒給了曼安。十分關心與自己相當親密的表弟尚德，而希望曼儷能盡快釐清心中的感覺。因對醫療相關事物的興趣，機緣巧合下在圖書館裡與蕭斌邂逅。並因此愈走愈近，而結下了不解之緣。 | 1-6,8-18,20-24,30-31,34-35,42-45, 47,50-52,55-59,61-62,64,66-68,70-71         |
| 李宗霖 | 鄭英謙       | 造船公司業務部經理 27歲，鄭英的弟弟。個性活潑、爽朗喜歡結交朋友，雖然頑皮、貪玩，常仗著富二代的身分，被許多美女、正妹圍著團團轉，導致誹聞滿天飛，成為家族中最火紅也最頭痛的人物，其實內心單純且善良。因擅長甜言蜜語而備受母親疼愛，為了安撫因自己行為而盛怒的父親，遂接受母親安排的相親。卻沒想到因意外無法赴約，竟招惹了此生最大的剋星。為了證明自己的魅力而主動接近孫妤晴，但兩人每次見面總免不了互相鬥智與鬥嘴。得知從小到大最疼自己的哥哥並非親生後，十分驚訝且難過不已。並因父親突然病倒，而傷心落淚且自我反省。非常喜歡小動物，某日意外救了一隻小狗，而和妤晴之間擦出了不同於以往的火花。出差回來後，得知哥哥與曼安如光速般的感情進度，而替他們感到開心。曼安失憶後，因覺得兩人的感情進度驟降，而索性推波助瀾。最寶貝的狗女兒MOMO回到失主身邊後，心情顯得相當失落。由於和妤晴的意外之吻，在母親提示下並幾經確認後，才發現自己早已喜歡上對方。儘管努力示以真心，卻找不到適合追求妤晴的方法。於是在曼武及哥哥建議下忍痛放手，並真誠向對方道歉。經曼儷鼓勵後，遂重新振作主動出擊。因其勇往直前不退縮，而成功贏得美人的芳心。                                                                      | 1-26,28-35,39-45, 47-49,53,55-64,66-70,72                                     |
| 陳凱旋 | 何尚德 Astro | 糕餅店烘焙學徒→烘焙師傅 26歲，白萱萱的表弟。個性積極、很熱心，有正義感，不怕丟臉不怕糗，認為對的事就要去做。且總是笑臉迎人，想要什麼就直接行動，是個行動派。與傢俱館有工作上的合作關係，某天因公車上的擦撞而結識了夏曼儷。更因在派對上遭朋友們惡作劇，讓曼儷誤以為發生一夜情，而為此感到十分抱歉。一日因緣際會下路見不平幫助了曼儷的父親，並被其訓話所感動，進而介紹他到糕餅店工作。對製作糕點抱持著夢想，雖不被家人接受，仍在表姊萱萱的支持下努力追夢。誤會冰釋後，雖逐漸對曼儷產生好感，但因明白立奇對曼儷的感情，遂將這份喜歡收藏在心底。然而在得知兩人分手後，便決定把握機會追求曼儷。雖然心意一再遭到曼儷拒絕，仍在她的鼓勵下拿到甜點比賽第三名的成績。後因曼儷願意釋出追求機會，而感到高興不已。但面對曼儷暫時清空感情的決定，依然堅持著對她的情感不願放棄，並與立奇握手言和、公平競爭。雖因比賽佳績受到青睞，獲得去日本進修的機會，卻因不捨曼儷而打算放棄。聽到曼儷以兩人在情感上需要的差異性為由，回絕自己後傷心大哭。儘管羨慕立奇，也因明白自己在物質要素上的不足，而重整心情接受進修的機會。眼見萱萱與蕭斌相處融洽，而索性撮合他們。臨出國前，在機場面對曼儷驚喜的告白，而興奮的像個孩子。 | 6,9,14-16,25,28-29,32-34,36-37, 39,42-45,47-64,66-67,69-72                    |
| 黃薇渟 | 孫妤晴       | 服飾店新任督導 26歲，鄭英謙的相親對象。因生於書香世家，從小就是眾人爭相討好的對象，對於她的要求，沒有人敢說一個不字，每個人一定都是使命必達。與英謙經由家人安排的相親而結識，但因對方在見面日當天失約，而將英謙當成吊兒郎當的紈褲子弟，面對他的態度十分輕蔑。為了對付英謙的糾纏，而屢屢故意惡整他；直到一次的泳池之約，因澈底激怒對方，才意識到自己以偏概全的想法而向他道歉。後勉為其難答應英謙從朋友做起，並由於一隻流浪狗而開始對他刮目相看。為了安撫心情鬱悶的英謙而找他去運動，卻因其突然的意外之吻而惱羞成怒。後見英謙道歉並放手後失落的神情，雖被其誠心打動，卻礙於面子問題而不知如何回應。由於意外夾傷英謙手指，因愧疚而主動探視。雖對英謙善意的謊言感到不悅，仍因對方深情的吻，而接受了他的追求。 | 13,17-19,21-22,28,31-32, 34,41,48,59-60,64,66-70,72                           |
| 王以路 | 林樂兒       | 32歲，夏曼儷、趙立奇的高中同學，傢俱公司職員。做為曼儷的姐妹淘，而在同學會後故意湊合兩人。卻沒想到當初有意無意的捉弄，不知不覺中竟已成真。兩人分手後，眼見立奇因對曼儷的牽掛而有意復合，便與惠姍拿曼儷下賭注，並鼓勵她選擇立奇。 | 1-9,12-18,23-25,33-38, 40,44-47,49-58,60,62,64-72                             |
| 蔣孟玲 | 方惠姍       | 32歲，夏曼儷、趙立奇的高中同學，傢俱公司職員。已婚，是羨煞曼儷及樂兒的人生勝利組。嬌縱而不自知，自己負責的工作常硬拗別人幫忙分擔。立奇與曼儷分手後，因十分欣賞何尚德的熱情與活力，便與樂兒拿曼儷下賭注，並鼓勵她選擇尚德。 | 1,5-9,12-18,23-25,33-35,37-38, 40,44-47,49-58,60,62,64-68,70-72               |
| 何以奇 | 李湘凝       | 傢俱公司千金，趙立奇與夏曼儷等人的上司，白萱萱及何尚德的舊識。做為公司的新任副總，因對立奇有好感，而總是找他商量公司的大小事。並藉由工作上接觸的機會，在立奇與曼儷之間搬弄是非、挑撥離間。甚至高價收買小混混，在與立奇外出辦公的途中，上演強暴戲碼。其目的就是要讓立奇愛上自己，即使一再失敗也不願放棄。遭立奇毅然斷絕友誼後，才翻然悔悟而主動向兩人道歉，並選擇永遠離開不再打擾。 | 33-48,51,53,55-56,62                                                          |
| 邱昊奇 | 蕭 斌        | 醫院精神科醫師，夏曼安為了尋找四葉幸運草，在山路上遇見的登山客。獲曼安幫助後，為了送還遺落的鑰匙而尾隨她上山。曼安因意外而失憶後，即成為她的心理醫生。由於職業因素，平時喜歡透過野外露營來放鬆身心。因緣際會下在圖書館巧遇萱萱，儘管素昧平生，卻透過曼安並因相同的話題而產生交集。 | 44,46,48-50,56,67-68,70-71                                                    |
| 檢 場  | 夏榮發       | 鄭家的司機→糕餅店外送員 夏曼安、夏曼儷、夏曼武的父親。工作上非常認真，並對於鄭家給予的一切幫助十分感念，是個有恩必報的人。某日因腰扭傷無法開車，雖不放心也只好讓小女兒曼安代班。得知曼安喜歡英杰後非常震怒，並在董事長暗示下，領著妻子主動辭退了鄭家的工作。機緣巧合下受到何尚德的幫助，並透過他重新找到了一份工作。對於曼安的私奔行為雖然生氣，仍接納英杰暫時借住夏家。即使知道了曼儷與尚德之間的過節，仍不計前嫌欣賞他的為人。看著穿上白紗的曼安，高興之餘也因不捨而感慨萬千。 | 1-4,6-8,11,13-14,20-22,26-29,31-35, 37,39-40,42,45-51,54,57,59,61,65,67,71    |
| 潘麗麗 | 莊翠萍       | 夏曼安、夏曼儷、夏曼武的母親，鄭家的管家。擁有一手好廚藝，是個典型的家庭主婦。個性開朗、熱情，卻也常為三個子女擔憂，希望孩子們在感情及工作上都能有好的前途。儘管不得已辭去工作，卻仍十分關心鄭家人的飲食習慣。並在琴甄要求下，以教授廚藝的方式回到鄭家工作。看到平時與自己最親的小女兒曼安，在發生意外後的改變與努力，是既心疼又感動。面對曼武的感情關卡，因非常期待心如成為夏家媳婦，而鼓勵他把握機會追求幸福。繼曼安與英杰的婚禮後，得知心如懷孕而非常開心。 | 1-13,16-22,25-33,35-52,54-55, 57,59-61,64-65,67-69,71-72                      |
| 王 道  | 鄭永達       | 鄭英的養父、鄭英謙的父親，造船公司董事長。對妻兒的管教嚴厲且不怒自威，但對待員工卻十分寬厚，並將長年為自己服務的夏家視作家人般的看待。因對門當戶對的觀念極深，得知英杰喜歡曼安後十分震驚並予以反對。年輕時因與妻子結婚多年仍無法生育，而領養了英杰。雖然心疼英杰對身世的感受，卻以嚴厲的口吻讓他離開鄭家。因病倒後見到英杰無微不至的照顧，而對他說出了心裡話，事後更接納夏家夫婦復職。曼安再次回到公司上班後，因聽到她深愛英杰的決心，而願意給她證明自己的機會。後在英杰與曼安的婚禮上，與榮發聊起孩子們的成長而感觸良多。 | 1,3,6-8,12,15,18-26,29-31,35, 39,42,45-46,48,58,63,67,72                      |
| 楊潔玫 | 梁琴甄       | 鄭英的養母、鄭英謙的母親。溫柔賢淑且多愁善感，雖十分寵溺小兒子英謙，卻也對其愛惹是生非的性格頭痛不已。為了讓英謙能夠安定下來，在翠萍建議下替他安排了相親。對於英杰與曼安的感情是樂觀其成，並對丈夫為此辭退夏家夫婦而十分生氣。聽到英杰說出其對身世的恐懼與壓抑後，非常的難過與自責。事後看到英杰與曼安交往後的幸福神情而備感欣慰，並希望兩人能早日互訂終身。由於相當欣賞孫妤晴而關注她和英謙的互動，才發現兒子平時雖古靈精怪，遇上愛情時卻也變得盲目了。 | 1,3,5-8,10,12,15-20,22,25-31,35,37,39, 41-42,45-46,48,55,58-60,64,66-69,71-72 |

### 客串演出
| 演員     | 角色   | 介紹 | 登場集數                                  |
| 曾之喬   | 黎一彎 | 《我的寶貝四千金》演員。 夏曼安在飛機上遇見的乘客，是一對年輕的新婚夫妻，兩人恩愛的模樣讓曼安十分羨慕。 | 1                                         |
| 謝佳見   | 杜曉飛 | 《我的寶貝四千金》演員。 夏曼安在飛機上遇見的乘客，是一對年輕的新婚夫妻，兩人恩愛的模樣讓曼安十分羨慕。 | 1                                         |
| 鄧筠庭   | 小曼安 | 童年時的夏曼安 | 1,4,19-20,26-27,72                        |
| 陳鼎中   | 小英   | 童年時的鄭英 | 1,4,10,19-20,22,26-27,31,72               |
| 詹鎧聿   | 小英謙 | 童年時的鄭英謙 | 1,10,26                                   |
| 栗翅鷹   | RAFI   | 鄭英杰的寵物，是一隻褐色的老鷹。 | 1-3,6,9,11,14,23,37-38,40,47,57-58        |
| 黃建豪   | 路 克  | 造船公司職員，鄭英杰的助理。因萱萱毫無預警曠職，而導致工作量及壓力臨時暴增。後被英謙臨時找去，作為推波助瀾的一員。曼安成為英杰的祕書後，開始覺得自己的工作地位似乎搖搖欲墜。                                   | 1-4,7,11-15,17,41,56-59,61-63,65-66,69-71 |
| 蕭志偉   | 路人甲 | 製造假車禍想向夏曼安騙錢，卻不但遭對方識破，更被她以電擊棒擊昏。 | 2                                         |
| 樓學賢   | 陳教授 | 因誤認為是鄭英謙誘使自己的女兒去夜店，而嚴詞拒絕了造船公司的學術研究合作案。經夏曼安幫助了解女兒想法後，才答應鄭英的合作邀請。                                                                             | 4-5                                       |
| 陳語安   | 陳小姐 | 陳教授的女兒。因備受父親期待的壓力而說謊，經夏曼安勸說後，選擇向父親坦白自己的想法。 | 5                                         |
| 陳榕姍   | 小珮   | 可愛的服飾店店員 | 13,43,49-50,52,61,67                      |
| 王滿嬌   | 夏阿嬤 | 夏曼安、夏曼儷、夏曼武的外婆。獨自居住在花蓮鄉下，以務農維生。面對外孫女曼安與鄭英杰的感情，為了測試其決心而要求他每天做各種粗活。得知曼安失憶後，因希望她能盡快康復而帶去收驚，甚至為此而將她帶回鄉下休養。 | 26-29,51-52                               |
| 林埈永   | 呂棟斌 | 前科累累卻膽小怕事的小混混。某日為了偷錢意外刺傷鄭英謙，不但當場被逮，還被夏曼儷打到鼻青臉腫而誓言提告。更為了假車禍真詐財，而與趙立奇發生衝突。                                                           | 30,36,44,48,53,55                         |
| 邵郁傑   | 店長   | 糕餅店的店長，何尚德與夏榮發的上司。對於尚德經常得罪顧客的衝動性格十分頭痛。 | 39                                        |
| 米克斯犬 | MOMO   | 鄭英謙與孫妤晴的寵物。原為遭人拋棄的流浪狗，獲救後由於英謙礙於家人因素無法養狗，而由妤晴代為照顧。後因妤晴出差，而輾轉來到夏家。被原主人領回後，導致英謙悶悶不樂。                                         | 34,41,43-45                               |
| 周明增   | 道士   | 為夏曼安進行收驚儀式的宮廟師父 | 51                                        |
| 沈孟生   | 蔡亮銘 | 遊艇展主辦單位的負責人，性格固執、脾氣古怪且極難應付。因夏曼安的粗心大意造成鄭英杰對其爽約，而堅決不接受造船公司的道歉，甚至刁難親自賠罪的曼安，直到鄭家父子出現並看到英杰替曼安擋酒才履行諾言。               | 63                                        |
| 林家磑   | 劉祕書 | 蔡先生的祕書 | 63                                        |

## 收視率
| 臺灣《三立都會台》每日首播收視率列表 | 臺灣《三立都會台》每日首播收視率列表 | 臺灣《三立都會台》每日首播收視率列表 | 臺灣《三立都會台》每日首播收視率列表 | 臺灣《三立都會台》每日首播收視率列表 | 臺灣《三立都會台》每日首播收視率列表 | 臺灣《三立都會台》每日首播收視率列表                                                 | 臺灣《三立都會台》每日首播收視率列表                   |
| 播映日期                             | 集數                                 | 收視率 （含有線）                    | 收視率 （含無線）                    | 收視排名（含無線）                   | 當週平均收視率 （含無線）            | 當週八點檔平均收視率 （含無線）排名                                                  | 備註                                                   |
| ------------------------------------ | ------------------------------------ | ------------------------------------ | ------------------------------------ | ------------------------------------ | ------------------------------------ | ------------------------------------------------------------------------------------ | ------------------------------------------------------ |
| 2015年4月14日                        | 1                                    | 2.01                                 | 1.61                                 |                                      | 1.31 / 有線1.64                      | 5 嫁妝：5.28 世間情：3.31 我的寶貝四千金：2.90 武媚娘傳奇：1.64                      | 週一至週五晚上八點首播 吸引80萬觀眾收看                |
| 2015年4月15日                        | 2                                    | 1.59                                 | 1.27                                 |                                      | 1.31 / 有線1.64                      | 5 嫁妝：5.28 世間情：3.31 我的寶貝四千金：2.90 武媚娘傳奇：1.64                      |                                                        |
| 2015年4月16日                        | 3                                    | 1.56                                 | 1.26                                 |                                      | 1.31 / 有線1.64                      | 5 嫁妝：5.28 世間情：3.31 我的寶貝四千金：2.90 武媚娘傳奇：1.64                      |                                                        |
| 2015年4月17日                        | 4                                    | 1.39                                 | 1.11                                 |                                      | 1.31 / 有線1.64                      | 5 嫁妝：5.28 世間情：3.31 我的寶貝四千金：2.90 武媚娘傳奇：1.64                      |                                                        |
| 2015年4月20日                        | 5                                    | 1.82                                 | 1.46                                 |                                      | 1.48 / 有線1.84                      | 4 嫁妝：5.33 世間情：3.50 武媚娘傳奇：1.90                                           |                                                        |
| 2015年4月21日                        | 6                                    | 1.61                                 | 1.29                                 |                                      | 1.48 / 有線1.84                      | 4 嫁妝：5.33 世間情：3.50 武媚娘傳奇：1.90                                           |                                                        |
| 2015年4月22日                        | 7                                    | 2.03                                 | 1.63                                 |                                      | 1.48 / 有線1.84                      | 4 嫁妝：5.33 世間情：3.50 武媚娘傳奇：1.90                                           |                                                        |
| 2015年4月23日                        | 8                                    | 2.07                                 | 1.66                                 |                                      | 1.48 / 有線1.84                      | 4 嫁妝：5.33 世間情：3.50 武媚娘傳奇：1.90                                           |                                                        |
| 2015年4月24日                        | 9                                    | 1.67                                 | 1.34                                 |                                      | 1.48 / 有線1.84                      | 4 嫁妝：5.33 世間情：3.50 武媚娘傳奇：1.90                                           |                                                        |
| 2015年4月27日                        | 10                                   | 1.98                                 | 1.59                                 |                                      | 1.56 / 有線1.96                      | 4 嫁妝：4.99 世間情：3.17 武媚娘傳奇：1.80                                           |                                                        |
| 2015年4月28日                        | 11                                   | 1.94                                 | 1.55                                 |                                      | 1.56 / 有線1.96                      | 4 嫁妝：4.99 世間情：3.17 武媚娘傳奇：1.80                                           | 從今日起由別蚊我贊助， 此劇冠名為《別蚊我 好想談戀愛》 |
| 2015年4月29日                        | 12                                   | 1.99                                 | 1.60                                 |                                      | 1.56 / 有線1.96                      | 4 嫁妝：4.99 世間情：3.17 武媚娘傳奇：1.80                                           |                                                        |
| 2015年4月30日                        | 13                                   | 1.92                                 | 1.54                                 |                                      | 1.56 / 有線1.96                      | 4 嫁妝：4.99 世間情：3.17 武媚娘傳奇：1.80                                           |                                                        |
| 2015年5月1日                         | 14                                   | 1.89                                 | 1.52                                 |                                      | 1.56 / 有線1.96                      | 4 嫁妝：4.99 世間情：3.17 武媚娘傳奇：1.80                                           |                                                        |
| 2015年5月4日                         | 15                                   | 1.95                                 | 1.57                                 |                                      | 1.52 / 有線1.80                      | 4 嫁妝：4.76 世間情：3.47 武媚娘傳奇：1.91 春梅：0.63                                |                                                        |
| 2015年5月5日                         | 16                                   | 1.90                                 | 1.53                                 |                                      | 1.52 / 有線1.80                      | 4 嫁妝：4.76 世間情：3.47 武媚娘傳奇：1.91 春梅：0.63                                |                                                        |
| 2015年5月6日                         | 17                                   | 2.16                                 | 1.73                                 | 4                                    | 1.52 / 有線1.80                      | 4 嫁妝：4.76 世間情：3.47 武媚娘傳奇：1.91 春梅：0.63                                |                                                        |
| 2015年5月7日                         | 18                                   | 1.61                                 | 1.29                                 |                                      | 1.52 / 有線1.80                      | 4 嫁妝：4.76 世間情：3.47 武媚娘傳奇：1.91 春梅：0.63                                |                                                        |
| 2015年5月8日                         | 19                                   | 1.82                                 | 1.46                                 |                                      | 1.52 / 有線1.80                      | 4 嫁妝：4.76 世間情：3.47 武媚娘傳奇：1.91 春梅：0.63                                |                                                        |
| 2015年5月11日                        | 20                                   | 1.95                                 | 1.57                                 |                                      | 1.51 / 有線1.88                      | 4 嫁妝：4.67 世間情：3.11 武媚娘傳奇：1.90 春梅：0.97                                |                                                        |
| 2015年5月12日                        | 21                                   | 1.85                                 | 1.48                                 |                                      | 1.51 / 有線1.88                      | 4 嫁妝：4.67 世間情：3.11 武媚娘傳奇：1.90 春梅：0.97                                |                                                        |
| 2015年5月13日                        | 22                                   | 1.84                                 | 1.47                                 |                                      | 1.51 / 有線1.88                      | 4 嫁妝：4.67 世間情：3.11 武媚娘傳奇：1.90 春梅：0.97                                |                                                        |
| 2015年5月14日                        | 23                                   | 2.01                                 | 1.62                                 |                                      | 1.51 / 有線1.88                      | 4 嫁妝：4.67 世間情：3.11 武媚娘傳奇：1.90 春梅：0.97                                |                                                        |
| 2015年5月15日                        | 24                                   | 1.74                                 | 1.40                                 |                                      | 1.51 / 有線1.88                      | 4 嫁妝：4.67 世間情：3.11 武媚娘傳奇：1.90 春梅：0.97                                |                                                        |
| 2015年5月18日                        | 25                                   | 2.08                                 | 1.67                                 |                                      | 1.66 / 有線2.07                      | 4 嫁妝：4.97 世間情：3.80 武媚娘傳奇：2.21 春梅：1.25                                |                                                        |
| 2015年5月19日                        | 26                                   | 1.98                                 | 1.59                                 |                                      | 1.66 / 有線2.07                      | 4 嫁妝：4.97 世間情：3.80 武媚娘傳奇：2.21 春梅：1.25                                |                                                        |
| 2015年5月20日                        | 27                                   | 2.07                                 | 1.66                                 |                                      | 1.66 / 有線2.07                      | 4 嫁妝：4.97 世間情：3.80 武媚娘傳奇：2.21 春梅：1.25                                |                                                        |
| 2015年5月21日                        | 28                                   | 2.04                                 | 1.64                                 |                                      | 1.66 / 有線2.07                      | 4 嫁妝：4.97 世間情：3.80 武媚娘傳奇：2.21 春梅：1.25                                |                                                        |
| 2015年5月22日                        | 29                                   | 2.18                                 | 1.75                                 |                                      | 1.66 / 有線2.07                      | 4 嫁妝：4.97 世間情：3.80 武媚娘傳奇：2.21 春梅：1.25                                |                                                        |
| 2015年5月25日                        | 30                                   | 2.00                                 | 1.60                                 |                                      | 1.58 / 有線1.97                      | 4 嫁妝：4.77 世間情：3.48 武媚娘傳奇：2.27 春梅：1.34                                |                                                        |
| 2015年5月26日                        | 31                                   | 2.08                                 | 1.67                                 |                                      | 1.58 / 有線1.97                      | 4 嫁妝：4.77 世間情：3.48 武媚娘傳奇：2.27 春梅：1.34                                |                                                        |
| 2015年5月27日                        | 32                                   | 2.01                                 | 1.61                                 |                                      | 1.58 / 有線1.97                      | 4 嫁妝：4.77 世間情：3.48 武媚娘傳奇：2.27 春梅：1.34                                |                                                        |
| 2015年5月28日                        | 33                                   | 1.89                                 | 1.52                                 |                                      | 1.58 / 有線1.97                      | 4 嫁妝：4.77 世間情：3.48 武媚娘傳奇：2.27 春梅：1.34                                |                                                        |
| 2015年5月29日                        | 34                                   | 1.87                                 | 1.50                                 |                                      | 1.58 / 有線1.97                      | 4 嫁妝：4.77 世間情：3.48 武媚娘傳奇：2.27 春梅：1.34                                |                                                        |
| 2015年6月1日                         | 35                                   | 2.08                                 | 1.67                                 | 5                                    | 1.44 / 有線1.79                      | 5 嫁妝：4.41 世間情：3.71 武媚娘傳奇：2.37 春梅：1.55                                |                                                        |
| 2015年6月2日                         | 36                                   | 1.63                                 | 1.31                                 | 4                                    | 1.44 / 有線1.79                      | 5 嫁妝：4.41 世間情：3.71 武媚娘傳奇：2.37 春梅：1.55                                |                                                        |
| 2015年6月3日                         | 37                                   | 1.96                                 | 1.58                                 | 5                                    | 1.44 / 有線1.79                      | 5 嫁妝：4.41 世間情：3.71 武媚娘傳奇：2.37 春梅：1.55                                |                                                        |
| 2015年6月4日                         | 38                                   | 1.90                                 | 1.53                                 |                                      | 1.44 / 有線1.79                      | 5 嫁妝：4.41 世間情：3.71 武媚娘傳奇：2.37 春梅：1.55                                |                                                        |
| 2015年6月5日                         | 39                                   | 1.40                                 | 1.13                                 |                                      | 1.44 / 有線1.79                      | 5 嫁妝：4.41 世間情：3.71 武媚娘傳奇：2.37 春梅：1.55                                |                                                        |
| 2015年6月8日                         | 40                                   | 1.89                                 | 1.52                                 | 4                                    | 1.51 / 有線1.88                      | 4 嫁妝：4.31 世間情：3.73 武媚娘傳奇：2.49 春梅：1.31                                |                                                        |
| 2015年6月9日                         | 41                                   | 1.93                                 | 1.55                                 |                                      | 1.51 / 有線1.88                      | 4 嫁妝：4.31 世間情：3.73 武媚娘傳奇：2.49 春梅：1.31                                |                                                        |
| 2015年6月10日                        | 42                                   | 1.93                                 | 1.55                                 |                                      | 1.51 / 有線1.88                      | 4 嫁妝：4.31 世間情：3.73 武媚娘傳奇：2.49 春梅：1.31                                |                                                        |
| 2015年6月11日                        | 43                                   | 1.84                                 | 1.48                                 |                                      | 1.51 / 有線1.88                      | 4 嫁妝：4.31 世間情：3.73 武媚娘傳奇：2.49 春梅：1.31                                |                                                        |
| 2015年6月12日                        | 44                                   | 1.82                                 | 1.46                                 |                                      | 1.51 / 有線1.88                      | 4 嫁妝：4.31 世間情：3.73 武媚娘傳奇：2.49 春梅：1.31                                |                                                        |
| 2015年6月15日                        | 45                                   | 1.71                                 | 1.37                                 |                                      | 1.30 / 有線1.62                      | 5 嫁妝：4.55 世間情：3.56 武媚娘傳奇：2.38 春梅：1.54                                |                                                        |
| 2015年6月16日                        | 46                                   | 1.66                                 | 1.33                                 |                                      | 1.30 / 有線1.62                      | 5 嫁妝：4.55 世間情：3.56 武媚娘傳奇：2.38 春梅：1.54                                |                                                        |
| 2015年6月17日                        | 47                                   | 1.67                                 | 1.45                                 |                                      | 1.30 / 有線1.62                      | 5 嫁妝：4.55 世間情：3.56 武媚娘傳奇：2.38 春梅：1.54                                |                                                        |
| 2015年6月18日                        | 48                                   | 1.61                                 | 1.29                                 |                                      | 1.30 / 有線1.62                      | 5 嫁妝：4.55 世間情：3.56 武媚娘傳奇：2.38 春梅：1.54                                |                                                        |
| 2015年6月19日                        | 49                                   | 1.47                                 | 1.18                                 |                                      | 1.30 / 有線1.62                      | 5 嫁妝：4.55 世間情：3.56 武媚娘傳奇：2.38 春梅：1.54                                |                                                        |
| 2015年6月22日                        | 50                                   | 2.01                                 | 1.61                                 |                                      | 1.55 / 有線1.94                      | 5 嫁妝：4.15 世間情：3.52 武媚娘傳奇：2.75 春梅：1.77                                |                                                        |
| 2015年6月23日                        | 51                                   | 2.02                                 | 1.62                                 |                                      | 1.55 / 有線1.94                      | 5 嫁妝：4.15 世間情：3.52 武媚娘傳奇：2.75 春梅：1.77                                |                                                        |
| 2015年6月24日                        | 52                                   | 1.75                                 | 1.40                                 |                                      | 1.55 / 有線1.94                      | 5 嫁妝：4.15 世間情：3.52 武媚娘傳奇：2.75 春梅：1.77                                |                                                        |
| 2015年6月25日                        | 53                                   | 2.00                                 | 1.60                                 |                                      | 1.55 / 有線1.94                      | 5 嫁妝：4.15 世間情：3.52 武媚娘傳奇：2.75 春梅：1.77                                |                                                        |
| 2015年6月26日                        | 54                                   | 1.90                                 | 1.53                                 |                                      | 1.55 / 有線1.94                      | 5 嫁妝：4.15 世間情：3.52 武媚娘傳奇：2.75 春梅：1.77                                |                                                        |
| 2015年6月29日                        | 55                                   | 1.97                                 | 1.58                                 |                                      | 1.55 / 有線1.92                      | 5 嫁妝：4.10 世間情：3.57 武媚娘傳奇：2.76 春梅：2.17                                |                                                        |
| 2015年6月30日                        | 56                                   | 1.92                                 | 1.54                                 |                                      | 1.55 / 有線1.92                      | 5 嫁妝：4.10 世間情：3.57 武媚娘傳奇：2.76 春梅：2.17                                |                                                        |
| 2015年7月1日                         | 57                                   | 1.95                                 | 1.57                                 |                                      | 1.55 / 有線1.92                      | 5 嫁妝：4.10 世間情：3.57 武媚娘傳奇：2.76 春梅：2.17                                |                                                        |
| 2015年7月2日                         | 58                                   | 1.96                                 | 1.57                                 |                                      | 1.55 / 有線1.92                      | 5 嫁妝：4.10 世間情：3.57 武媚娘傳奇：2.76 春梅：2.17                                |                                                        |
| 2015年7月3日                         | 59                                   | 1.82                                 | 1.46                                 |                                      | 1.55 / 有線1.92                      | 5 嫁妝：4.10 世間情：3.57 武媚娘傳奇：2.76 春梅：2.17                                |                                                        |
| 2015年7月6日                         | 60                                   | 1.88                                 | 1.51                                 |                                      | 1.68 / 有線2.09                      | 5 嫁妝：4.45 世間情：3.92 武媚娘傳奇：3.16 春梅：2.29                                |                                                        |
| 2015年7月7日                         | 61                                   | 1.88                                 | 1.51                                 |                                      | 1.68 / 有線2.09                      | 5 嫁妝：4.45 世間情：3.92 武媚娘傳奇：3.16 春梅：2.29                                |                                                        |
| 2015年7月8日                         | 62                                   | 2.27                                 | 1.82                                 |                                      | 1.68 / 有線2.09                      | 5 嫁妝：4.45 世間情：3.92 武媚娘傳奇：3.16 春梅：2.29                                |                                                        |
| 2015年7月9日                         | 63                                   | 2.05                                 | 1.65                                 |                                      | 1.68 / 有線2.09                      | 5 嫁妝：4.45 世間情：3.92 武媚娘傳奇：3.16 春梅：2.29                                |                                                        |
| 2015年7月10日                        | 64                                   | 2.37                                 | 1.90                                 |                                      | 1.68 / 有線2.09                      | 5 嫁妝：4.45 世間情：3.92 武媚娘傳奇：3.16 春梅：2.29                                |                                                        |
| 2015年7月13日                        | 65                                   | 1.99                                 | 1.59                                 |                                      | 1.65 / 有線2.06                      | 5 嫁妝：4.48 世間情：3.79 武媚娘傳奇：2.72 春梅：2.13                                |                                                        |
| 2015年7月14日                        | 66                                   | 2.17                                 | 1.74                                 |                                      | 1.65 / 有線2.06                      | 5 嫁妝：4.48 世間情：3.79 武媚娘傳奇：2.72 春梅：2.13                                |                                                        |
| 2015年7月15日                        | 67                                   | 1.93                                 | 1.55                                 |                                      | 1.65 / 有線2.06                      | 5 嫁妝：4.48 世間情：3.79 武媚娘傳奇：2.72 春梅：2.13                                |                                                        |
| 2015年7月16日                        | 68                                   | 2.25                                 | 1.81                                 |                                      | 1.65 / 有線2.06                      | 5 嫁妝：4.48 世間情：3.79 武媚娘傳奇：2.72 春梅：2.13                                |                                                        |
| 2015年7月17日                        | 69                                   | 1.96                                 | 1.58                                 |                                      | 1.65 / 有線2.06                      | 5 嫁妝：4.48 世間情：3.79 武媚娘傳奇：2.72 春梅：2.13                                |                                                        |
| 2015年7月20日                        | 70                                   | 2.54                                 | 2.04                                 |                                      | 1.94 / 有線2.41                      | 5 世間情：4.26 嫁妝：4.25 武媚娘傳奇：3.06 春梅：2.68 軍官·情人：1.79 天若有情：0.80 |                                                        |
| 2015年7月21日                        | 71                                   | 2.21                                 | 1.78                                 |                                      | 1.94 / 有線2.41                      | 5 世間情：4.26 嫁妝：4.25 武媚娘傳奇：3.06 春梅：2.68 軍官·情人：1.79 天若有情：0.80 |                                                        |
| 2015年7月22日                        | 72                                   | 2.49                                 | 2.00                                 |                                      | 1.94 / 有線2.41                      | 5 世間情：4.26 嫁妝：4.25 武媚娘傳奇：3.06 春梅：2.68 軍官·情人：1.79 天若有情：0.80 | 圓滿最終回                                             |
| 收視平均                             | 收視平均                             | 1.89                                 | 1.54                                 |                                      | 1.56 / 有線1.92                      |                                                                                      |                                                        |

- 同時段節目：
  - 三立台灣台《世間情》
  - 民視《嫁妝》
  - 台視《阿母／春梅／天若有情》
  - 中視《武媚娘传奇》
  - 華視《愛你沒條件／千金女賊》
  - 大愛《最美的雲彩／幸福在我家／月娘》
- 由AC尼尔森調查，調查範圍是四歲以上收看電視之觀眾。

## 電視劇歌曲
| 曲別   | 歌名                   | 演唱者 | 作詞           | 作曲             |
| 片頭曲 | 找到你是我最偉大的成功 | 古巨基 | 黃婷           | PAN              |
| 片尾曲 | 替我照顧她             | 胡夏   | 張簡君偉       | 張簡君偉         |
| 插曲   | 幸福在這裡             | 胡夏   | 張簡君偉       | 張簡君偉         |
| 插曲   | 音樂快門               | 周興哲 | 蔡志忠         | 周興哲           |
| 插曲   | OH!愛                  | 陳乃榮 | 陳乃榮         | 陳乃榮           |
| 插曲   | 一無所懼               | 戴愛玲 | 鄔裕康、李惠群 | Skot Suyama 陶山 |
| 插曲   | 你不是我               | 戴愛玲 | 姚若龍         | 陈奕勤           |
| 插曲   | 無畏                   | 古巨基 | 黃婷           | 阿沁             |
| 插曲   | 怪物                   | 古巨基 | 李焯雄         | 李榮浩           |
| 插曲   | 承擔                   | 古巨基 | 黃婷           | 嚴爵             |
| 插曲   | 何必打擾               | 古巨基 | 林夕           | 張義欣           |

## 獎項
| 入圍2015華劇大賞獎項列表 | 入圍2015華劇大賞獎項列表                     | 入圍2015華劇大賞獎項列表 | 入圍2015華劇大賞獎項列表 |
| ------------------------ | -------------------------------------------- | ------------------------ | ------------------------ |
| 獎項                     | 提名者                                       | 結果                     |                          |
| 最佳催淚獎               | 竇智孔(本劇飾演:鄭英杰)、王道(本劇飾演:鄭永達) | 提名                     |                          |
| 最佳潛力新星             | 陳凱旋(本劇飾演:何尚德)                      | 提名                     |                          |
| 最佳潛力新星             | 李宗霖(本劇飾演:鄭英謙)                      | 提名                     |                          |
| 最佳男演員獎             | 竇智孔(本劇飾演:鄭英)                        | 提名                     |                          |
| 最佳男演員獎             | 陳乃榮(本劇飾演:趙立奇)                      | 提名                     |                          |
| 最佳女演員獎             | 李維維(本劇飾演:夏曼儷)                      | 提名                     |                          |
| 最佳女演員獎             | 黃姵嘉(本劇飾演:夏曼安)                      | 提名                     |                          |
| 觀眾票選最受歡迎戲劇獎   | 《 好想談戀愛》                              | 提名                     |                          |

## 製作團隊
- 導演：柯政銘
- 副導演: 李文正(小歪) 張崇玹(中泰)
- 編劇：邵慧婷、鄭英敏、鄭涵文、吳香穎、陳凱筑
- 監製：劉秋平
- 製作人：方孝仁、謝益勝
- 專案製作人：胡芝綺
- 助理監製：郭宇承
- 編劇統籌：邵慧婷
- 製作公司：金牌風華影像製作公司、協利影像製作股份有限公司、舞韾堂有限公司
- 協拍單位：
- 冠名贊助單位：別蚊我(第11集至第72集)

## 籌備過程
2015年3月18日：三立電視台即將推出三立都會台八點檔新台劇-【好想談戀愛】，即將接檔我的寶貝四千金，三立也在同日宣布主要演員竇智孔、李維維、陳乃榮、房思瑜、黃姵嘉、王家梁、李宗霖、黃薇渟，也在當日開拍，也在當天創辦粉絲專頁。

2015年4月1日：Youtube播出-前導篇【那些經典片段...讓人好想談戀愛！】

2015年4月2日：YouTube播出-預告1【姊妹篇】

2015年4月3日：YouTube播出-預告2【憧憬篇】

2015年4月3日：Youtube播出-預告3【心動篇】

2015年4月3日：YouTube播出-前導微電影【夏曼安篇】

2015年4月6日：YouTube播出-【夏曼安吶喊篇】

2015年4月6日：Youtube播出-前導微電影【夏曼儷篇】

2015年4月6日：YouTube播出-【夏曼儷—溫暖版預告】

2015年4月9日：YouTube播出-【第一集預告：我喜歡你！】

2015年4月13日：三立舉辦-【好想談戀愛-首映會】

2015年4月13日：Youtube播出-【好想談戀愛 片花大首播】

2015年4月14日：三立、東森播出-【好想談戀愛首播】

2015年4月28日：【好想談戀愛】在馬來西亞 Astro雙星首播。

2015年5月15日：【好想談戀愛】在新加坡 星和娛家戲劇台首播。

2015年6月14日：三立舉辦-【好想談戀愛-華流回饋簽名會】

2015年7月18日：【好想談戀愛】正式殺青

2015年7月19日：三立舉辦-【好想談戀愛-戀愛必勝見面會】

2015年7月19日：【好想談戀愛】在三立戲劇台首播，一次播放兩集。

2015年7月22日：【好想談戀愛】在三立、東森播出完結篇，全劇共72集

## 外部連結
- 官方网站－三立
- 官方网站－東森[永久]
- 好想談戀愛的Facebook專頁

## 作品的變遷
| 臺灣 三立都會台 每週一至週五 20:00 - 21:00       | 臺灣 三立都會台 每週一至週五 20:00 - 21:00  | 臺灣 三立都會台 每週一至週五 20:00 - 21:00 |
| ------------------------------------------------ | ------------------------------------------- | ------------------------------------------ |
|                                                  | 好想談戀愛 （2015年4月14日－2015年7月22日） |                                            |
| 我的寶貝四千金 （2014年12月16日－2015年4月13日） | 軍官·情人 （2015年7月23日－2015年11月3日）  |                                            |

| 臺灣 東森綜合台 每週一至週五 21:00 - 22:00       | 臺灣 東森綜合台 每週一至週五 21:00 - 22:00  | 臺灣 東森綜合台 每週一至週五 21:00 - 22:00 |
| ------------------------------------------------ | ------------------------------------------- | ------------------------------------------ |
|                                                  | 好想談戀愛 （2015年4月14日－2015年7月22日） |                                            |
| 我的寶貝四千金 （2014年12月16日－2015年4月13日） | 軍官·情人 （2015年7月23日－2015年11月3日）  |                                            |

| 马来西亚 Astro双星、Astro双星HD 每週日至週四 18:00 - 19:00 · 7月12日起至7月15日 18:00 - 19:30 · 7月16日起至7月22日 17:00 - 19:001                 | 马来西亚 Astro双星、Astro双星HD 每週日至週四 18:00 - 19:00 · 7月12日起至7月15日 18:00 - 19:30 · 7月16日起至7月22日 17:00 - 19:001             | 马来西亚 Astro双星、Astro双星HD 每週日至週四 18:00 - 19:00 · 7月12日起至7月15日 18:00 - 19:30 · 7月16日起至7月22日 17:00 - 19:001 |
| --- | --- | --- |
| | 好想谈恋爱 （2015年4月28日－2015年7月23日）                                                                                                   | |
| 信約：我們的家園（第1～5集） （2015年7月9日－2015年7月15日） （17:00 - 18:00） 我的寶貝四千金 （2014年12月31日－2015年4月27日） （18:00 - 19:00） | 信約：我們的家園（第6～30集） （2015年7月23日－2015年8月26日） （17:00 - 18:00） 軍官·情人 （2015年7月26日－2015年11月4日） （18:00 - 19:00） | |

^1 由于新加坡新传媒的决定，《信約：我們的家園》暂停播出五次，本剧提早至17:00播出两集。2015年7月23日起，《信約：我們的家園》复播，首播时间改回为18:00 - 19:00；下一节目为《軍官·情人》。
| 新加坡 星和娱家戏剧台 每週一至週五 19:00 - 20:00 | 新加坡 星和娱家戏剧台 每週一至週五 19:00 - 20:00 | 新加坡 星和娱家戏剧台 每週一至週五 19:00 - 20:00 |
| ------------------------------------------------ | ------------------------------------------------ | ------------------------------------------------ |
|                                                  | 好想谈恋爱 （2015年5月15日－2015年8月24日）      |                                                  |
| 我的寶貝四千金 （2015年1月19日－2015年5月14日）  | 軍官·情人 （2015年8月25日－2015年12月4日）       |                                                  |